# Венера-2
Венера-2 је била совјетска аутоматска научно-истраживачка станица (вјештачки сателит) намијењена за истраживање планете Венере. Лансирана је 12. новембра 1965.

## Ток мисије
Венера-2 је носила телевизијски уређај и научне иструменте. 27. фебруара 1966. је прошла поред Венере на даљини од 24000 км и ушла у хелиоцентричну орбиту. Системи летјелице су отказали прије проласка и никакви подаци о планети нису примљени.

## Основни подаци о лету
- Датум лансирања: 12. новембар 1965
- Ракета носач:
- Мјесто лансирања: Тјуратам, Бајконур
- Маса сателита (kg): 963